# Юлиан (Вороновский)
Владыка Юлиан - украинский церковный деятель, епископ-помощник Львовское епархии с 1986 по 1992, администратор Самборско-Дрогобицкой епархии с 1993 по 1994, первый епископ Самборсько-Дрогобицкой епархии с 1994 по 2011 год, епископ-эмерит с 2011 по 2013

## Биография
Родился 5 мая 1936 года. Отец Иван Вороновский, мать Ксения Вороновская-Костишин. В 1958 году принял вечные обеты в монастыре студитов. В монастыре принял имя Юлиан. 27 октября 1968 года владыка Василий (Величковский) передал дияконский а затем и иерейские дары. 30 сентября 1986 года епископская хиротония главный святитель Архиерей Владимир (Стернюк).
С 1991 года Владыка Юлиан возглавил Львовскую духовную семинарию УГКЦ. В 1992 году Архиепископ Мирослав Иван Любачевский создал Самборско-Дрогобицкую епархию и на ее кафедру поставил владыку Юлиана. 17 апреля 1994 года официально взошел на кафедру. 27 октября 2011 года отказался от полномочий по состоянию здоровья и возрасту. Умер 28 февраля 2012 года. Похоронен в селе Унив возле могилы брата отца Василя Вороновского.